# Chaerul Saleh
Chaerul Saleh Datuk Paduko Rajo (Sawahlunto, 13 september 1916 - Jakarta, 8 februari 1967) was een Indonesisch politicus. Hij had verschillende ministersposten en andere hoge overheidsfuncties in het geleide democratie-regime van president Soekarno tussen 1957 en 1966. Saleh was in 1948 een van de oprichters van de communistische Murba-partij.
In de periode van geleide democratie, waarin president Soekarno steeds meer de macht naar zich toetrok, werd de positie van Chaerul Saleh als vertrouweling van Soekarno ook sterker. In 1957 werd hij minister van staat voor veteranenzaken in het kabinet-Djoeanda. Vervolgens had hij de ministersposten van ontwikkeling en basisindustrie in de kabinetten Kerja I, II, III en IV en Dwikora I. In de laatste twee kabinetten was hij ook vicepremier, een functie die hij ook nog vervulde in het Kabinet Dwikora II. Tegelijkertijd was hij van 1960 tot 1966 ook nog voorzitter van het Tijdelijke Raadgevend Volkscongres (MPRS).
Kort na de overname van de macht door Soeharto door middel van de Supersemar werd Chaerul Saleh op 18 maart 1966 gearresteerd en gevangengezet zonder proces, naar waarschijnlijkheid omdat hij een voorstander van Soekarno's pro-communistische koers was geweest. Saleh overleed een jaar later in gevangenschap.